# Osmophila stigmatica
Osmophila stigmatica är en stekelart som beskrevs av Szepligeti 1902. Osmophila stigmatica ingår i släktet Osmophila och familjen bracksteklar. Inga underarter finns listade i Catalogue of Life.